# De Lange (geslacht)
De Lange (ook: De Lange van Bergen) is een familie waarvan leden sinds 1996 tot de Nederlandse adel behoren.

## Geschiedenis
De stamreeks begint met Pieter Pietersz. Pergerrits die gegoed was te Oostzaan en voor 1694 overleed. Zijn kleinzoon Pieter die zich later noemde De Lange van Bergen (1707-1757) werd bij besluit van koning Frederik V van Denemarken verheven in de Deense adelstand. Op grond van die verheffing werden vanaf 21 mei 1996 bij Nederlands Koninklijk Besluit afstammelingen van hem ingelijfd in de Nederlandse adel.

### Pieter Pergerrits alias Pieter de Lange van Bergen
Pieter de Lange van Bergen (1707-1757) heette oorspronkelijk Pieter Pergerrits en was getrouwd met Anna Adriaans de Lange (1714-1753). Hij was schepen van Purmerend maar werd in 1733 uit die plaats verbannen, en in 1734 weer toegelaten. In 1746 werd hij echter voor eeuwig verbannen uit Holland en Westfriesland vanwege manipulaties met vervalste obligaties maar was even voordat dat vonnis was uitgesproken uitgeweken naar Denemarken waar hij zeepfabrikant werd; daar nam hij de naam De Lange van Bergen aan. Zijn gezin liet hij in Purmerend achter.
In Denemarken kocht hij in 1749 voor 30.000 rijksdaalders het landgoed Buderupholm met de bijbehorende zeepfabriek. In 1750 werd hij door de commissaris des konings, J. baron Holck, voorgedragen voor verheffing in de adelstand. Nadat enkele zakelijke regelingen nog werden getroffen met de verkopers van het landgoed en Holck de koning had laten weten dat Pieter onder de naam "Pieter de Lange van Bergen" verder door het leven wilde gaan, vond verheffing in de adelstand plaats op 21 juli 1752. Hij stierf op zijn landgoed in 1757.